# 及
【及】 — китайський ієрогліф. Один з 854 ієрогліфів, обов'язкових для вивчення в японській середній школі.Дуже часто використовується на письмі в японській мові.

## Значення
1. досягати.
1) покривати.
2) доходити, діставати(ся).
3) підходити.
4) стосуватися.
5) поширювати(ся).
6) наставати (про час).
2. впливати.
3. успадковувати.
4. у випадку...
5. а також.
6. і (сполучник)
7. разом з.
8. якщо.

- В китайських і корейських словниках:

Ключ: 29 (又 + 2);  Кількість рисок: 4.
Введення ієрогліфа методом цанзє: 弓竹水 (NHE); Введення ієрогліфа чотирикутним методом: 17247. .
- В японських словниках:

Ключ: 4 (丿 + 2);  Кількість рисок: 3.
; . .

## Прочитання
| Китайська         |                   |                   |                   |                 |                 |
| Мандаринська мова | Мандаринська мова | Мандаринська мова | Мандаринська мова | Кантонська мова | Кантонська мова |
| чжуїнь            | піньїнь           | Вейд-Джайлз       | кирилиця          | ютпхін          | Єль             |
| ㄐㄧˊ             | jí (ji2)          | chi2              | цзі               | kap6            | kap6            |

| Корейська |         |               |              |        |          |
|           | хангиль | стара латинка | нова латинка | Єль    | кирилиця |
| Звук:     | 급      | kŭp           | geup         | kup    | кип      |
| Назва:    | 미칠    | mich'il       | michil       | michil | мічхіль  |

| Японська |                        |                       |                      |
|          | кана                   | латинка               | кирилиця             |
| Он:      | きゅう                 | kyū                   | кю                   |
| Кун:     | およぶ および およぼす | oyobu oyobi oyobosu   | ойобу ойобі ойобосу  |
| Ім'я:    | いたる しき たか ちか  | itaru shiki taka tika | ітару сікі така тіка |